# Läskskatt
Läskskatt är en punktskatt på läskedrycker som införts i bland annat i Storbritannien, Mexiko och USA med avsikt att minska konsumtion för att på så sätt minska fetma och diabetes. Skatten är ett specialfall av sockerskatt som funnits i flera europeiska länder, tidigare  som lyxskatt eller som handelshinder men senare av hälsoskäl. Läskskatt riktar sig mot sötade och smaksatta drycker och undantar socker som finns naturligt i råvaror som mjölk och juice. Danmark införde läskskatt 2009 men den togs bort 2013 eftersom den ansågs verkningslös.
I USA finns ingen statlig läskskatt utan den har på flera håll införts lokalt. En 20-procentig minskning uppmättes i Berkeley år 2017.